# Helios Airways
Helios Airways là một hãng hàng không giá rẻ của Síp, chuyên thực hiện các chuyến bay theo lịch trình và chuyến bay thuê giữa Síp với nhiều điểm đến ở châu Âu và châu Phi. Trụ sở chính của hãng đặt tại Sân bay quốc tế Larnaca ở Larnaca.
Sau khi thảm kịch Chuyến bay 522 xảy ra khiến 121 người thiệt mạng, Helios Airways đã phải đối mặt với nhiều vụ kiện tụng gây tổn thất lớn, ảnh hưởng nghiêm trọng đến uy tín của hãng.Tháng 3 năm 2006, Helios Airways đổi tên thành Ajet và rút khỏi các hoạt động theo lịch trình. Tuy nhiên, ngày 7 tháng 11 năm 2006, sau khi chính phủ Síp giữ máy bay và đóng băng tài khoản ngân hàng, hãng đã đình chỉ vĩnh viễn các chuyến bay thuê bao còn lại và ngừng hoạt động.  

## Đội máy bay
Hãng hàng không bao gồm các máy bay sau:
- 1 chiếc Airbus A319-112 (2005), thuê từ Lotus Air.
- 1 chiếc Airbus A320-211 (2005), thuê từ MenaJet.
- 1 chiếc Boeing 737-300 (16/4/2004-14/8/2005), thuê từ DBA, đã bị rơi trong chuyến bay 522.
- 1 chiếc Boeing 737-400 (2000-2001).
- 3 chiếc Boeing 737-800.

## Tai nạn và sự cố
Ngày 14 tháng 8 năm 2005, chuyến bay 522 của Helios Airways bị mất áp suất cabin, khiến phi công thiếu khí oxy và bất tỉnh. Ngay lập tức, hai máy bay chiến đấu F-16 từ Trạm không quân 111 của Không quân Hellenic đã được điều từ căn cứ không quân Nea Anchialos để đuổi theo chiếc máy bay. Họ đã gọi nhiều lần nhưng không nhận được câu trả lời. Vào lúc 11:49, tiếp viên Andreas Prodromou bước vào buồng lái và ngồi xuống ghế cơ trưởng, vẫn tỉnh táo nhờ sử dụng nguồn cung cấp oxy di động. Nhưng sau đó động cơ bên trái đã ngừng hoạt động do cạn kiệt nhiên liệu và chiếc máy bay bắt đầu hạ xuống. 10 phút sau khi động cơ bên trái ngừng hoạt động, động cơ bên phải cũng ngừng hoạt động, và đúng 12:04, Helios 522 đã rơi xuống đồi gần Grammatiko, cách Athens 40 km , làm 121 hành khách và phi hành đoàn trên máy bay thiệt mạng.